# Przemysł środków transportu
Przemysł środków transportu – gałąź przemysłu elektromaszynowego obejmująca produkcję urządzeń do przemieszczania się osób i towarów.